# كال كولينز
كال كولينز (بالإنجليزية: Cal Collins)‏ هو عازف جاز أمريكي، ولد في 5 مايو 1933 في ميدورا في الولايات المتحدة، وتوفي في 27 أغسطس 2001 في ديلسبورو في الولايات المتحدة.

## وصلات خارجية
- كال كولينز على موقع ميوزك برينز (الإنجليزية)
- كال كولينز على موقع أول ميوزيك (الإنجليزية)
- كال كولينز على موقع ديسكوغز (الإنجليزية)